# 公孙贞子
公孙贞子（？—前480年），妫姓，春秋时期陈国的大夫。陈哀公之孙。
陈国在柏举之战的时候站在了楚国一边，吴国不满，在吴国的压力下，陈国倒向吴国。前480年，楚国令尹子西、司马子期讨伐吴国，陈湣公派公孙贞子访问吴国，在途中去世，副使芋尹盖带着公孙贞子的尸体前往吴国。吴王夫差派太宰伯嚭慰劳，希望陈使回国。芋尹盖认为“事死如事生”，坚决完成使命，吴国接纳。次年，楚国白公胜之乱，陈国乘机攻打楚国。前478年，楚国内乱平息，灭陈国。